# Kamenná Poruba (Prešov)
Kamenná Poruba é um município da Eslováquia, situado no distrito de Vranov nad Topľou, na região de Prešov. Tem 7,41 km² de área e sua população em 2018 foi estimada em 1.436 habitantes.

## Demografia
| Ano:        | 1994 | 2004    | 2014    | 2024    |
| ----------- | ---- | ------- | ------- | ------- |
| Broj ljudi: | 969  | 1160    | 1332    | 1727    |
| Razlika:    |      | +19,71% | +14,82% | +29,65% |

| Ano:               | 2023 | 2024   |
| ------------------ | ---- | ------ |
| Número de pessoas: | 1660 | 1727   |
| Diferença:         |      | +4,03% |